# Juma Namangani
Jumaboi Ahmadjonovich Khodjiyev (1968 – noviembre de 2001), conocido por el seudónimo Juma Namangani, fue un soldado extremista islámico uzbeko que junto con un grupo de seguidores, cofundó y lideró el grupo extremista Movimiento Islámico de Uzbekistán y recibió el patrocinio de los talibanes, quienes les permitieron operar libremente en el norte de Afganistán.

## Biografía
Namangani nació en Namangán, localizado en el Valle de Ferganá, en 1968. Participó en la Guerra soviético-afgana como paracaidista en el Ejército soviético, en el que había ingresado hacia finales de los años ochenta. Se radicalizó por sus experiencias en Afganistán y, después de la guerra, regresó a Namangán. Allí, se asoció con los islamistas locales del Partido del Renacimiento Islámico (PRI) y del partido revolucionario islámico local Adolat (en español: Justicia), incluyendo a Tohir Yoʻldosh, un mulá que buscaba imponer la ley Sharia (ley islámica) en Uzbekistán.

### Guerra civil en Tayikistán
Namangani huyó hacia el sur de Tayikistán en 1992, después de severas medidas en el Adolat por el gobierno de Islom Karimov, con un grupo que incluía cerca de treinta soldados uzbekos y unos cuantos intermediarios árabes entre el Adolat y financiadores saudíes. Allí, empezó a reclutar uzbekos que huyeron de su país por las mismas razones, llegando así, a comandar a más de 200 miembros en pocos meses, incorporando también a árabes desilusionados con la Guerra civil afgana (1992-2001).
Con apoyo del PRI, el cual suministró combatientes tayikos, Namangani y su grupo establecieron una base de operaciones en el Valle de Tavildara y participaron en la Guerra civil Tayika en el bando de la Oposición Tayika Unida (OTU), ocupando brevemente la ciudad de Tavildara en dos ocasiones. Namangani rechazó el acuerdo de paz firmado entre la OTU y el gobierno de Emomali Rahmon en junio de 1997, pero finalmente desmovilizó a la mayoría de sus tropas manteniendo al mismo tiempo un grupo de partidarios en su bastión en el Valle de Tavildara. Compró y operó una granja en el pueblo de Hoit y también adquirió camiones que transportaban bienes a la capital del país, Dusambé; también se le acusa de traficar heroína afgana a través de Tayikistán con destino hacia los mercados europeos.
Durante la Guerra Civil, Namangani era un comandante eficaz debido a su conocimiento en primera mano de las tácticas del Ejército soviético, el cual era practicado por el ejército tayiko y las fuerzas rusas establecidas en el país. De acuerdo a varios líderes del PRI, Namangani era "un duro disciplinario y un buen orador que podría movilizar a la gente" y mantuvo la lealtad de sus combatientes; sin embargo, también era descrito como una persona "erratica, temperamental, y autoritaria", y frecuentemente ignoraba órdenes del liderazgo político del partido.

### Movimiento Islámico de Uzbekistán
En agosto de 1998, Namangani y Yoʻldosh fundaron el Movimiento Islámico de Uzbekistán (MIU) con el objetivo de crear una oposición islámica militante hacia Karimov en Uzbekistán. Yoʻldosh viajó a Afganistán para establecer contactos con los talibanes y al-Qaeda pero Namangani permaneció en Tayikistán. En el verano de 1999, el MIU se infiltró en el sur de Kirguistán, cerca de Osh y posteriormente hacia Batken, y tomaron rehenes locales y extranjeros, incluyendo un general y cuatro geólogos japoneses, provocando enfrentamientos contra el ejército kirguiso. Cuando llegó el invierno, el MIU retrocedió hacia el Valle de Tavildara.
Estos ataques tuvieron un mayor impacto en Asia Central, y dio como resultado una fuerte presión internacional hacia Tayikistán, sin la excepción de Karimov, para expulsar el MIU de su base en Tavildara. El PRI logró convencer a su ya ex-aliado Namangani que abandonara la región en 1999, y en noviembre de ese año, cerca de trescientos combatientes del MIU y sus familias, fueron escoltados por tropas rusas hacia la frontera con Afganistán, donde fueron recibidos por los talibanes y reinstalados en Mazar-e Sarif. A cambio de refugio y libertad para operar en contra de Uzbekistán, el MIU apoyo a los talibanes contra la Alianza del Norte. Namangani e Yoʻldosh visitaban frecuentemente Kandahar para conocer a Osama bin Laden y al Mulá Omar "para planear estrategias y negociar con armas, municiones, y dinero". Según los informes, Namangani recibió más de $20 millones de dólares por bin Laden a principios del año 2000, y otros $15 millones por parte de financieros extranjeros, con el que pudo equipar y entrenar su ejército. El MIU también se financió a través del comercio de opio, de la que de sefun Ralf Mutchke, agente de la Interpol, el 60% de las exportaciones del opio producido en Afganistán transita a través de Asia Central, y se cree que el MIU controla el 70% de ese comercio.
En julio de 2000, Namangani regresó al Valle de Tavildara con varios cientos de combatientes y desde allí desplegó secretamente su ejército entre Uzbekistán y Kirguistán. En Uzbekistán, los intensos combates se llevaron a cabo en el sudeste de la Provincia de Surjandarín durante un mes antes de que el ejército obligada a los combatientes del MIU a retirarse hacia sus fuertes ubicados en las montañas de Tayikistán. En Kirguistán, secuestraron diez alpinistas, incluyendo cuatro estadounidenses, quienes fueron liberados tras unos enfrentamientos con el ejército. Estas incursiones fueron clave para que Estados Unidos designara al MIU como Organización terrorista extranjera el 25 de septiembre. A finales de 2000, Namangani fue sentenciado a muerte, junto con Yoʻldosh, por Uzbekistán tras un juicio in absentia por sus participaciones en los atentados terroristas en Tashkent en 1999, en las que murieron 16 personas y hubo más de 120 heridos. Según el Departamento de Estado de los Estados Unidos, el juicio "no cumplió con las normas internacionales para la protección de los derechos humanos de los defensores", y específicamente en el Pacto Internacional de Derechos civiles y Políticos.
Namangani se retiró a la base del MIU en Mazar-e Sarif en octubre de 2000. Durante ese periodo, tomó el mando de un poderoso ejército multinacional de 2.000 combatientes kirguís, tayiko, uzbekos, chechenos y uigures — estos últimos desde la región autónoma de Sinkiang en China. En diciembre de ese año, Namangani lideró cerca de trescientos soldados hacia Tayikistán, y nuevamente hacia Tavildara. Sin embargo, tras la presión intensa de Karimov y la comunidad internacional, miembros del gobierno tayiko lo convencieron una vez más para que regresara a Afganistán, el cual hizo nuevamente en enero de 2001—esta vez fue a través de un puente aéreo conducido por helicópteros de transporte ruso. Antes de su partida, se casó con su segunda esposa, una tayika viuda de un soldado asesinado durante la guerra civil que asolaba ese país, y madre de dos hijos.
El MIU reanudó operaciones ofensivas en el verano de 2001, con células clandestinas establecidas localmente que atacaron dos puestos militares en la frontera entre Kirguistán y Tayikistán y un transmisor de televisión kirguís hacia finales de julio. Los ataques sugirieron que Namangani ejercía "una nueva estructura de comando que pudiera operar independientemente sin su presencia". A finales de 2001, Namangani dirigió un ejército de entre 3.000 y 5.000 soldados, a quienes entrenó y combatieron, junto con los talibanes contra las fuerzas locales y extranjeras anti-talibán durante la invasión de Afganistán por los Estados Unidos.

### Muerte
Se reporta que Namangani fue asesinado en un ataque aéreo en Afganistán en noviembre de 2001. Los rumores acerca de su muerte comenzaron a mediados de noviembre de ese año, pero eran incompatibles acerca de las circunstancias, ubicación y el momento. El general Abdul Rashid (Abdurashid) Dustum de la Alianza del Norte afirmó que Namangani murió en combate por la ciudad de Kunduz. Los talibanes, sin embargo, afirmaron que falleció durante un ataque aéreo en o cerca de Kabul, la capital afgana, y fue enterrado en secreto en la Provincia de Lawgar. El periodista pakistaní Hamid Mir informó que Namangani murió el 6 de noviembre de 2001 en Mazar-e Sarif y era elogiado, junto con Mohammed Atef, en un discurso por Osama bin Laden el 8 de noviembre de 2001.
Hacia finales de diciembre, en una rueda de prensa de conjunta con Karimov, Rahmon afirmó tener "información cuidadosa y fiable" sobre la muerte de Namangani.El general Tommy Franks, quién comandó la invasión estadounidense a Afganistán, declaró en una rueda de prensa en Tashkent el 24 de enero de 2002 que "la información que tengo refleja que Namangani está muerto", y en una posterior conferencia (nuevamente en Tashkent) el 23 de agosto de 2002 expresó que "la información que ... hemos tenido durante algún tiempo indica que probablemente aun no siga con vida". Sin embargo, un informe por el Consejo de Seguridad Nacional de Kirguistán en julio de 2002 declaró que Namangani "se había recuperado de las heridas sufridas en el invierno anterior y reunía fuerzas en la región afgana de Badakhxan".